# Trézioux
Trézioux est une commune française, située dans le département du Puy-de-Dôme en région Auvergne-Rhône-Alpes. La commune de Trézioux est adhérente du parc naturel régional Livradois-Forez.

## Géographie

### Localisation

#### Lieux-dits et écarts
Badefort, les Banches, Bel-Air, le Bost, Bourchany, la Brousse, les Brugères, le Chalet, Chez Vignal, le Chezal, le Clos, Combas, Cote, le Crochet, Cublas, la Dugne, Espinasse, Fonzilloux, la Garde, Gatignoux, les Gerbauds, la Gérie, Goile (anciennement Gouelle), le Grand Chemin, la Grande Garde, l'Olagnier, l'Orme, Laboureyras, Lachal, Malussat, la Monnerie, Morniche, Paillat, le Replat, les Reynards, le Rouet, les Sablonnières, les Sapins, Talley, le Theil, Trémoulade, les Viarmes.

#### Communes limitrophes
Sept communes sont limitrophes :
| Neuville   | Sermentizon           | Courpière           |
| Bongheat   | Trézioux              |                     |
| Estandeuil | Saint-Dier-d'Auvergne | Saint-Flour-l'Étang |

### Climat
Pour des articles plus généraux, voir Climat d'Auvergne-Rhône-Alpes et Climat du Puy-de-Dôme.
En 2010, le climat de la commune est de type climat des marges montargnardes, selon une étude du Centre national de la recherche scientifique s'appuyant sur une série de données couvrant la période 1971-2000. En 2020, Météo-France publie une typologie des climats de la France métropolitaine dans laquelle la commune est exposée à un climat de montagne ou de marges de montagne et est dans la région climatique  Nord-est du Massif Central, caractérisée par une pluviométrie annuelle de 800 à 1 200 mm, bien répartie dans l’année. 
Pour la période 1971-2000, la température annuelle moyenne est de 10,4 °C, avec une amplitude thermique annuelle de 16,3 °C. Le cumul annuel moyen de précipitations est de 911 mm, avec 10,1 jours de précipitations en janvier et 7,5 jours en juillet. Pour la période 1991-2020, la température moyenne annuelle observée sur la station météorologique de Météo-France la plus proche, « Courpière », sur la commune de Courpière à 6 km à vol d'oiseau, est de 11,8 °C et le cumul annuel moyen de précipitations est de 876,9 mm,. Pour l'avenir, les paramètres climatiques de la commune estimés pour 2050 selon différents scénarios d'émission de gaz à effet de serre sont consultables sur un site dédié publié par Météo-France en novembre 2022.

## Urbanisme

### Typologie
Au 1er janvier 2024, Trézioux est catégorisée commune rurale à habitat très dispersé, selon la nouvelle grille communale de densité à sept niveaux définie par l'Insee en 2022.
Elle est située hors unité urbaine. Par ailleurs la commune fait partie de l'aire d'attraction de Clermont-Ferrand, dont elle est une commune de la couronne,. Cette aire, qui regroupe 209 communes, est catégorisée dans les aires de 200 000 à moins de 700 000 habitants,.

### Occupation des sols
L'occupation des sols de la commune, telle qu'elle ressort de la base de données européenne d’occupation biophysique des sols Corine Land Cover (CLC), est marquée par l'importance des territoires agricoles (81,8 % en 2018), une proportion sensiblement équivalente à celle de 1990 (81,5 %). La répartition détaillée en 2018 est la suivante : prairies (53,3 %), zones agricoles hétérogènes (28,5 %), forêts (18,2 %). L'évolution de l’occupation des sols de la commune et de ses infrastructures peut être observée sur les différentes représentations cartographiques du territoire : la carte de Cassini (XVIIIe siècle), la carte d'état-major (1820-1866) et les cartes ou photos aériennes de l'IGN pour la période actuelle (1950 à aujourd'hui).

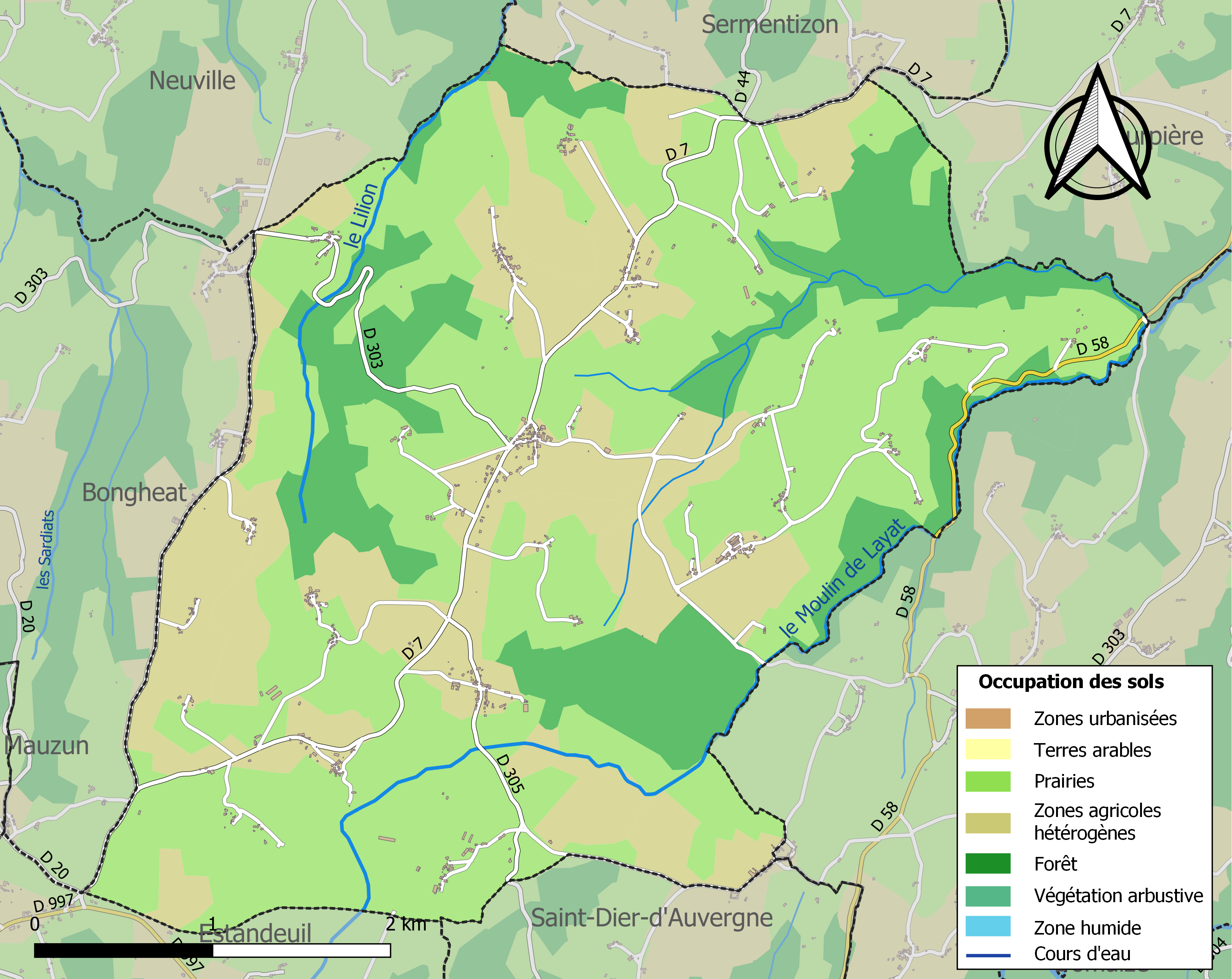
Carte des infrastructures et de l'occupation des sols de la commune en 2018 (CLC).

### Voies de communication et transports
Les routes départementales 7 (reliant Courpière au nord-est et la D 997 près de Mauzun), 303 (reliant Bongheat à l'ouest et Saint-Flour à l'est) et 305 (vers Saint-Dier-d'Auvergne) desservent la commune.

## Politique et administration

### Découpage territorial
La commune de Trézioux est membre de la communauté de communes Billom Communauté, un établissement public de coopération intercommunale (EPCI) à fiscalité propre créé le 1er janvier 2017 dont le siège est à Billom. Ce dernier est par ailleurs membre d'autres groupements intercommunaux.
Sur le plan administratif, elle est rattachée à l'arrondissement de Clermont-Ferrand, à la circonscription administrative de l'État du Puy-de-Dôme et à la région Auvergne-Rhône-Alpes.
Sur le plan électoral, elle dépend du canton de Billom pour l'élection des conseillers départementaux, depuis le redécoupage cantonal de 2014 entré en vigueur en 2015, et de la cinquième circonscription du Puy-de-Dôme pour les élections législatives, depuis le dernier découpage électoral de 2010.

### Élections municipales et communautaires

#### Élections de 2020
Le conseil municipal de Trézioux, commune de moins de 1 000 habitants, est élu au scrutin majoritaire plurinominal à deux tours avec candidatures isolées ou groupées et possibilité de panachage. Compte tenu de la population communale, le nombre de sièges à pourvoir lors des élections municipales de 2020 est de 11. La totalité des onze candidats en lice est élue dès le premier tour, le 15 mars 2020, avec un taux de participation de 63,40 %.

#### Chronologie des maires

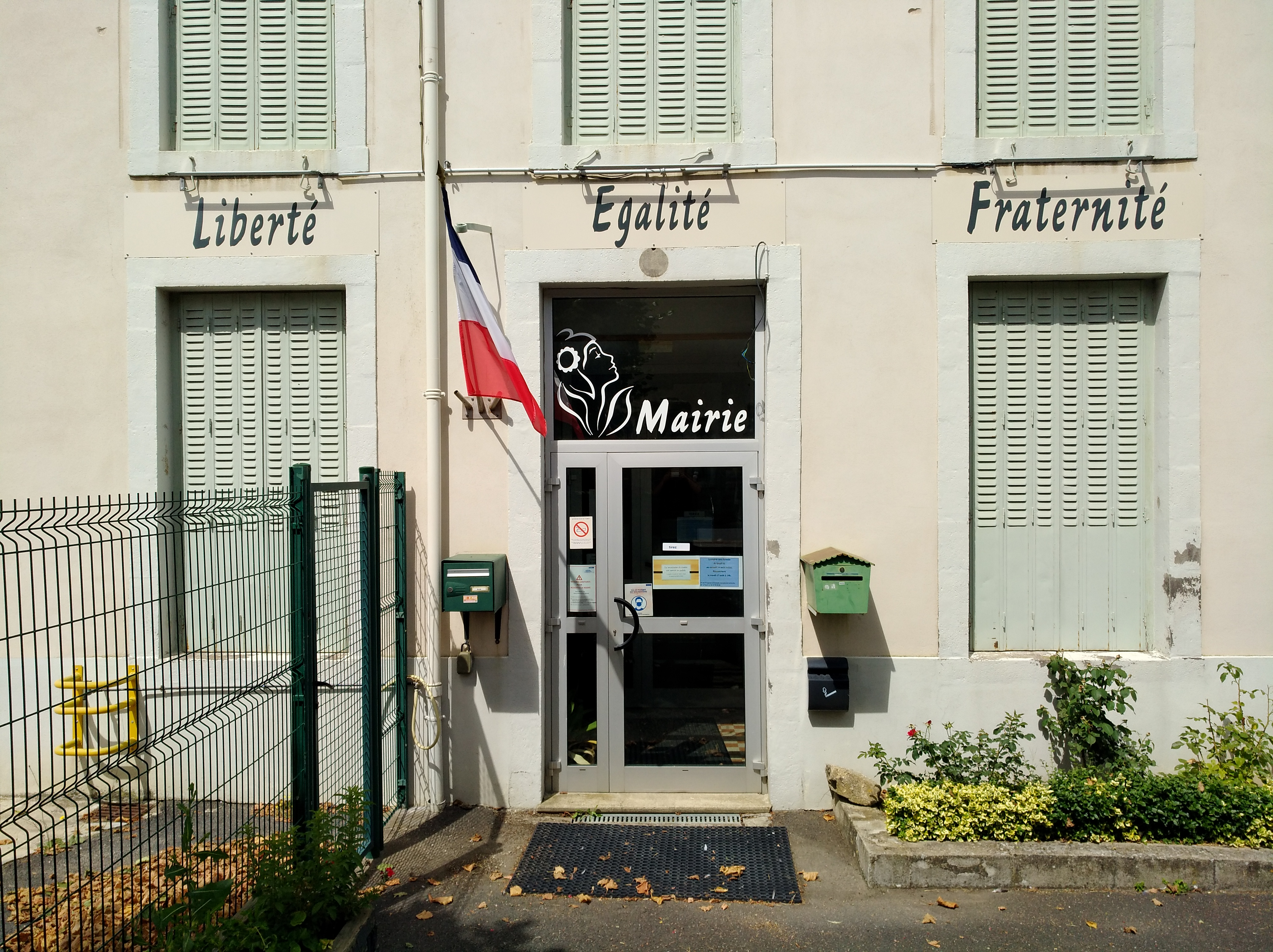
Mairie

| Période                                  | Période                         | Identité                 | Étiquette | Qualité     |
| ---------------------------------------- | ------------------------------- | ------------------------ | --------- | ----------- |
| Les données manquantes sont à compléter. |                                 |                          |           |             |
| 1800                                     | 1814                            | Benoît Dugne             |           |             |
| 1814                                     | 1824                            | Henri Boniol du Trémont  |           |             |
| 1824                                     | 1836                            | Benoît-Joseph Téalier    |           |             |
| 1836                                     | 1844                            | Louis-Jean Sablonnière   |           |             |
| 1844                                     | 1849                            | Benoît-Joseph Téalier    |           |             |
| 1849                                     | 1852                            | Joseph Foulhoux          |           |             |
| 1852                                     | 1865                            | Benoît-Joseph Téalier    |           |             |
| 1865                                     | 1881                            | Charles Vimal de Fléchac |           |             |
| 1881                                     | 1892                            | Antoine Duclaux          |           |             |
| 1892                                     | 1900                            | Joseph Pialoux           |           |             |
| 1900                                     | 1907 ou au-delà                 | Régis Lavigne            |           |             |
|                                          |                                 |                          |           |             |
| 1972                                     | 1990                            | Lucien Chabanat          |           |             |
| 1991                                     | 2001                            | Pierre Delery            |           |             |
| mars 2001                                | En cours (au 18 septembre 2020) | Hubert Cheminat,         |           | Agriculteur |

## Population et société

### Démographie
L'évolution du nombre d'habitants est connue à travers les recensements de la population effectués dans la commune depuis 1793. Pour les communes de moins de 10 000 habitants, une enquête de recensement portant sur toute la population est réalisée tous les cinq ans, les populations de référence des années intermédiaires étant quant à elles estimées par interpolation ou extrapolation. Pour la commune, le premier recensement exhaustif entrant dans le cadre du nouveau dispositif a été réalisé en 2006.

En 2022, la commune comptait 502 habitants, en évolution de +6,81 % par rapport à 2016 (Puy-de-Dôme : +2,1 %, France hors Mayotte : +2,11 %).
| 1793  | 1800  | 1806  | 1821  | 1831  | 1836  | 1841  | 1846  | 1851  |
| ----- | ----- | ----- | ----- | ----- | ----- | ----- | ----- | ----- |
| 1 038 | 1 715 | 1 424 | 1 619 | 1 510 | 1 746 | 1 737 | 1 750 | 1 644 |

| 1856  | 1861  | 1866  | 1872  | 1876  | 1881  | 1886  | 1891  | 1896  |
| ----- | ----- | ----- | ----- | ----- | ----- | ----- | ----- | ----- |
| 1 605 | 1 580 | 1 504 | 1 502 | 1 472 | 1 355 | 1 270 | 1 203 | 1 154 |

| 1901  | 1906  | 1911  | 1921 | 1926 | 1931 | 1936 | 1946 | 1954 |
| ----- | ----- | ----- | ---- | ---- | ---- | ---- | ---- | ---- |
| 1 086 | 1 044 | 1 028 | 768  | 754  | 676  | 633  | 548  | 480  |

| 1962 | 1968 | 1975 | 1982 | 1990 | 1999 | 2006 | 2011 | 2016 |
| ---- | ---- | ---- | ---- | ---- | ---- | ---- | ---- | ---- |
| 388  | 332  | 276  | 283  | 309  | 341  | 401  | 469  | 470  |

| 2021 | 2022 | - | - | - | - | - | - | - |
| ---- | ---- | - | - | - | - | - | - | - |
| 496  | 502  | - | - | - | - | - | - | - |

### Enseignement
L'école appartient à un regroupement pédagogique avec Saint-Flour-l'Étang, elle comprend trois classes : maternelle à Saint-Flour et CP/CE1 et CE2/CM1/CM2 à Trézioux.

## Culture locale et patrimoine

### Lieux et monuments

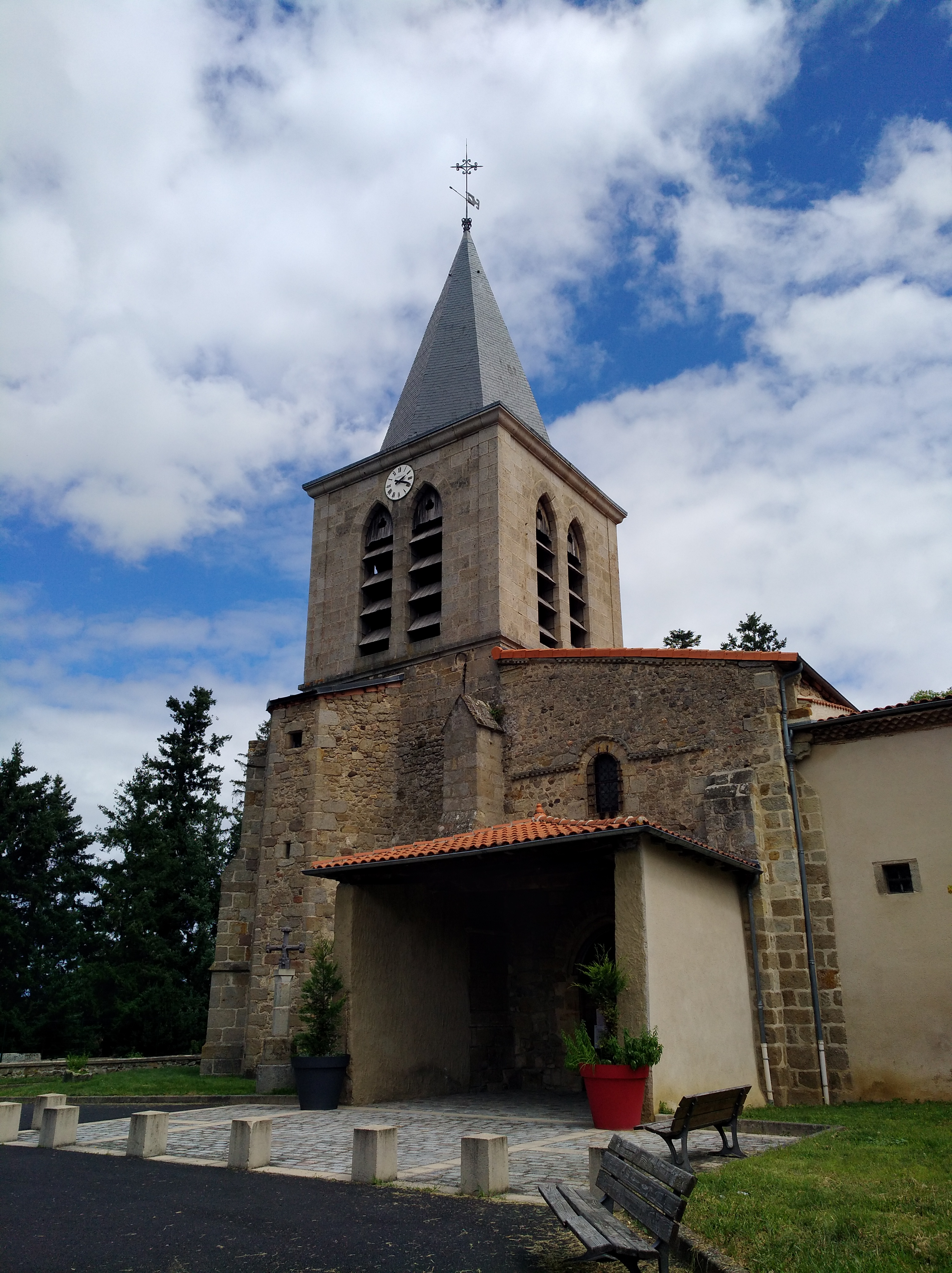
Église Saint-Saturnin

- Église construite à partir de la fin du XIe siècle, inscrite en 2004 au titre des monuments historiques.

Le patron de la paroisse est saint Saturnin.

### Personnalités liées à la commune
- Claude Étienne Téallier, homme politique né le 1er août 1759 à Trézioux (Puy-de-Dôme) et décédé le 17 novembre 1791 à Paris.